# (3168) Lomnický Štít
(3168) Lomnický Štít es un asteroide perteneciente al cinturón de asteroides, descubierto el 1 de diciembre de 1980 por Antonín Mrkos desde el Observatorio Kleť, České Budějovice, República Checa.

## Designación y nombre
Designado provisionalmente como 1980 XM. Fue nombrado Lomnický Štít en homenaje a la montaña Lomnický štít donde se ubica el observatorio donde trabajó el descubridor.